# Liste de jeux Xbox 360 compatibles avec la Xbox One
La liste de jeux Xbox 360 compatibles avec la Xbox One répertorie les jeux vidéo Xbox 360 disponibles sur la console Xbox One, toutes régions confondues.
La Xbox One est rétrocompatible à partir de novembre 2015. Quand Phil Spencer annonce cette fonctionnalité, une liste officielle de 60 jeux Xbox 360 rétrocompatibles a été dévoilée. Le 15 novembre 2021, à la suite de l'ajout de 76 nouveaux titres rétrocompatibles, Phil Spencer annonce la fin du programme de rétrocompatibilité pour la Xbox originale et Xbox 360.
Remarques :
- Par souci de cohérence avec le reste de Wikipédia en français, il est utile de mettre les appellations françaises si le jeu possède un titre francophone.

- Haut – A
- B
- C
- D
- E
- F
- G
- H
- I
- J
- K
- L
- M
- N
- O
- P
- Q
- R
- S
- T
- U
- V
- W
- X
- Y
- Z

## A
- A Kingdom for Keflings
- A World of Keflings
- Aegis Wing
- Age of Booty
- Alan Wake
- Alan Wake's American Nightmare
- Alice : Retour au pays de la folie
- Alien Hominid HD
- Altered Beast
- Anomaly: Warzone Earth
- Aqua
- ARKANOID Live
- Army of Two
- Assassin's Creed
- Assassin's Creed II
- Assassin's Creed III
- Assassin's Creed IV Black Flag
- Assassin's Creed: Brotherhood
- Assassin's Creed: Revelations
- Assassin's Creed: Rogue
- Assault Heroes 2
- Asteroids and Deluxe
- Astropop
- Axel and Pixel

## B
- Babel Rising
- Band of Bugs
- Banjo-Kazooie
- Banjo-Kazooie: Nuts and Bolts
- Banjo-Tooie
- Batman Arkham Origins (version disque uniquement)
- BattleBlock Theater
- Battlefield: Bad Company
- Battlefield: Bad Company 2
- Battlefield 1943
- Battlefield 3
- Battlestations: Midway
- Bayonetta
- Beat'n Groovy
- Bejeweled 2
- Bejeweled 3
- Bellator: MMA Onslaught
- Beyond Good and Evil HD
- Bionic Commando Rearmed 2
- BioShock
- BioShock 2
- BioShock Infinite
- Blazing Angels
- Blood Knights
- Blood of the Werewolf
- Bloodforge
- BloodRayne: Betrayal
- Blue Dragon
- Bomberman Battlefest
- Boom Boom Rocket
- Borderlands
- Borderlands 2
- Bound by Flame
- Braid
- Brain Challenge
- Bully: Scholarship Edition
- Burnout Paradise

## C
- Cabela's Dangerous Hunts 2013
- Cabela's Alaskan Adventures
- Cabela’s Survival: SoK
- Call of Duty 2
- Call of Duty 3 : En marche vers Paris
- Call of Duty 4 : Modern Warfare
- Call of Duty : Modern Warfare 2
- Call of Duty : Modern Warfare 3
- Call of Duty: Advanced Warfare
- Call of Duty: Black Ops
- Call of Duty: Black Ops 2
- Call of Duty: Ghosts
- Call of Duty: World at War
- Call of Juarez: The Cartel
- Call of Juarez: Gunslinger
- CAPCOM ARCADE CABINET
- Carcassonne
- Cars 2: Le Jeu Vidéo
- Cars: Mater-National
- Castle Crashers
- Castle of Illusion Starring Mickey Mouse
- CastleStorm
- Castlevania: Symphony of the Night
- Catherine
- Centipede & Millipede
- Child of Eden
- Civilization Revolution
- Comic Jumper
- Comix Zone
- Commanders: Attack
- Condemned: Criminal Origins
- Contra
- Costume Quest 2
- Counter-Strike: Global Offensive
- Crackdown
- Crazy Taxi
- Crysis
- Crysis 2
- Crysis 3
- Crystal Defenders
- Crystal Quest

## D
- Darksiders
- Darksiders 2
- Dark Souls
- Dark Void
- Daytona USA
- de Blob 2
- Dead Rising 2: Case West
- Dead Rising 2: Case Zero
- Dead Space
- Dead Space 2
- Dead Space 3
- Dead Space Ignition
- Deadfall Adventures
- Deadliest Warrior: The Game (en)
- Deadliest Warrior: Legends (en)
- Deadly Premonition
- DeathSpank: Thongs of Virtue
- Defense Grid: The Awakening
- Deus Ex: Human Revolution
- Deus Ex: Human Revolution - Director's cut
- Dig Dug
- Dirt 3
- Dirt: Showdown
- Discs of Tron
- Domino Master
- Doom
- Doom II: Hell on Earth
- Doom 3 BFG Edition
- Doritos Crash Course
- Double Dragon Neon
- Dragon Age: Origins
- Dragon Age 2
- DuckTales Remastered
- Duke Nukem Forever
- Duke Nukem: Manhattan Project
- Dungeon Siege III
- Dungeons and Dragons: Chronicles of Mystara

## E
- E4
- Earth Defense Force: IA
- Earthworm Jim HD
- Eat Lead
- Encleverment Experiment
- Epic Mickey 2: Le Retour des héros
- Escape Dead Island

## F
- F1 2014
- Fable Anniversary
- Fable II
- Fable III
- Fable Trilogy
- Fable II Pub Games
- Faery: Legends of Avalon
- Far Cry 2
- Fallout 3
- Fallout: New Vegas
- Far Cry 3
- Far Cry 3: Blood Dragon
- "F.E.A.R. : First Encounter Assault Recon"
- "F.E.A.R. Files"
- Feeding Frenzy 2: Shipwreck Showdown
- Fighting Vipers
- Final Fantasy XIII
- Final Fantasy XIII-2
- Final Fantasy XIII: Lightning Returns
- Final Fight: Double Impact
- Flashback
- Flock!
- Force de défense terrestre 2017
- Forza Horizon
- Foul Play
- Fret Nice
- Frogger
- Frogger 2
- Frontlines: Fuel of War
- Fuel farming simulator
- FunTown Mahjong

## G
- Galaga
- Galaga Legions
- Galaga Legions DX
- Garou: Mark of the Wolves
- Gatling Gears
- Gears of War
- Gears of War 2
- Gears of War 3
- Gears of War: Judgment
- Geometry Wars: Retro Evolved
- Geometry Wars: Retro Evolved²
- Geometry Wars 3: Dimensions Evolved
- Ghost Recon: Future Soldier
- SOS Fantômes, le jeu vidéo
- Ghostbusters: Sanctum of Slime
- Gin Rummy
- Girl Fight
- Go! Go! Break Steady
- Goat Simulator
- Golden Axe
- Golf: Tee It Up!
- Grand Theft Auto IV
- Grand Theft Auto : San Andreas
- Grid 2
- GRID Autosport
- GripShift
- Guardian Heroes
- Guwange
- Gyromancer
- Gyruss

## H
- Half Minute Hero: Super Mega Neo
- Halo 3
- Halo 3: ODST
- Halo 4
- Halo Wars
- Halo: Combat Evolved Anniversary
- Halo: Reach
- Halo: Spartan Assault
- Hardwood Backgammon
- Hardwood Hearts
- Hardwood Spades
- Haunted House
- Heavy Weapon
- Hexic HD
- Hexic 2
- Hitman: Absolution
- Hunting Expeditions
- Hydro Thunder

## I
- I Am Alive
- Ikaruga
- Injustice : Les dieux sont parmi nous
- Insanely Twisted Shadow Planet
- Iron Brigade

## J
- Jeremy McGrath’s Offroad
- Jet Set Radio
- Jetpac Refuelled
- Joe Danger: Special Edition
- Joy Ride Turbo
- Jurassic Park: The Game
- Just Cause
- Just Cause 2

## K
- Kameo: Elements of Power
- Kane and Lynch 2: Dog Days
- Killer Is Dead
- "Kingdoms of Amalur: Reckoning"

## L
- Left 4 Dead
- Left 4 Dead 2
- Lego Batman
- Lego Pirates des Caraïbes, le jeu vidéo
- Lego Star Wars : La Saga complète
- Lego Le Seigneur des anneaux
- Lode Runner
- Lost Odyssey
- Lumines LIVE!
- Luxor 2

## M
- Madballs in Babo: Invasion
- Malice
- Mass Effect
- Mass Effect 2
- Mass Effect 3
- Medal of Honor: Airborne
- Mega Man 9
- Mega Man 10
- Metal Gear Rising: Revengeance
- Metal Slug 3
- Metal Slug XX
- Midway Arcade Origins
- Midnight Club : Los Angeles
- Might and Magic: Clash of Heroes
- Mirror's Edge
- Missile Command
- Monday Night Combat
- Monkey Island: SE
- Monkey Island 2: LeChuck's Revenge
- Motocross Madness
- Ms. Splosion Man
- Ms. Pac-Man
- Mutant Blobs Attack
- Mutant Storm Empire

## N
- N+
- NBA JAM: On Fire Edition
- Nights into Dreams

## O
- Of Orcs and Men
- Operation Flashpoint: Dragon Rising
- Outland

## P
- Pac-Man
- Pac-Man Championship Edition
- Pac-Man Championship Edition DX
- Peggle
- Perfect Dark
- Perfect Dark Zero
- Phantom Breaker: Battle Grounds
- Pinball FX
- Planets Under Attack
- Plantes vs. Zombies
- Poker Smash
- Portal: Still Alive
- Portal 2
- Prince of Persia Classic
- Prince of Persia : Les Sables oubliés
- Prince of Persia : Les Sables du Temps (Xbox)
- Pure
- Putty Squad
- Puzzle Quest 2
- Puzzle Quest: Galactrix
- Prince of Persia

## Q
- QIX++
- Qui veut gagner des millions

## R
- R-Type Dimensions
- Rage
- Raskulls
- Rayman 3 HD
- Rayman Legends
- Rayman Origins
- Rebelle: Le Jeu Vidéo
- Red Dead Redemption
- Red Faction: Battlegrounds
- Rocket Knight

## S
- Sacred 3
- Sacred Citadel
- Saints Row
- Saints Row 2
- Saints Row : The Third
- Saints Row IV
- Scrap Metal
- The Secret of Monkey Island: Special Edition
- Sega Vintage Collection: Alex Kidd & Co.
- Sega Vintage Collection: Toejam & Earl 1 et 2
- Sega Vintage Collection: Golden Axe
- Sega Vintage Collection: Monster World
- Sega Vintage Collection: Streets of Rage
- Les Sims 3
- Shadow Complex
- Shadowrun
- Shadows of Katmai
- Shadows of the Damned
- Shotest Shogi
- Sid Meier's Civilization Revolution
- Silent Hill: HD COLLECTION
- Silent Hill: Homecoming
- Silent Hill: Downpour
- Skate 3
- Skydive: Proximity Flight
- Soltrio Solitaire
- Sonic the Hedgehog
- Sonic the Hedgehog 2
- Sonic the Hedgehog 3
- Sonic the Hedgehog 4: Episode I
- Sonic the Hedgehog 4: Episode II
- Sonic CD
- Sonic and All-Stars Racing Transformed
- SOS Fantômes, le jeu vidéo
- Soulcalibur
- South Park : Le Bâton de la vérité
- Space Ark
- Spelunky
- Splinter Cell: Double Agent
- Splinter Cell : 1 (Xbox)
- Splinter Cell : Pandora tomorow (Xbox)
- Splinter Cell : Chaos teritory (Xbox)
- Splosion Man
- SSX
- SSX 3
- Stacking
- Star Wars : Le Pouvoir de la Force
- Star Wars : Le Pouvoir de la Force 2
- Strania
- Street Fighter IV
- Super Meat Boy
- Supreme Commander 2
- Syberia

## T
- Table Tennis
- Tomb Raider: Legend
- Tomb Raider: Anniversary
- Tomb Raider: Underworld
- Tales from Space: Mutant Blobs Attack
- Tekken 6
- Tekken Tag Tournament 2
- The Darkness
- The Darkness II
- The Elder Scrolls IV: Oblivion
- The King of Fighters 98
- The Maw
- The Orange Box
- The Splatters
- The Witcher 2: Assassins of Kings
- Ticket to Ride
- TimeShift
- Tom Clancy's EndWar
- Tom Clancy's HAWX
- Tom Clancy's Rainbow Six: Vegas
- Tom Clancy's Rainbow Six: Vegas 2
- Torchlight
- Tour de France 2011
- Tower Bloxx Deluxe
- Toy Soldiers
- Toy Soldiers: Cold War
- Toy Story 3
- Trials HD
- Trine 2
- Triggerheart Exelica
- Tron: Evolution

## U
- Ugly Americans: Apocalypsegeddon
- Unbound Saga

## V
- Vanquish
- Virtua Figher 5: Final Showdown
- Viva Piñata
- Viva Piñata 2 : Pagaille au paradis
- Volt, star malgré lui

## W
- Wolfenstein 3D
- Word Puzzle

## X
- XCOM: Enemy Unknown
- XCOM: Enemy Within

## Z
- Zuma
- Zuma's Revenge!